# Cryptodus costulipennis
Cryptodus costulipennis är en skalbaggsart som beskrevs av Leon Fairmaire 1877. Cryptodus costulipennis ingår i släktet Cryptodus och familjen Dynastidae. Inga underarter finns listade i Catalogue of Life.